# Āb-e Hendī
Āb-e Hendī (persiska: آبهِندو, اَب هِندُّ, آبِ هِندی, آب هَدير, آب هِندی, آب هِندو, Ābhendū, آب هندی) är en ort i Iran.   Den ligger i provinsen Hamadan, i den nordvästra delen av landet, 260 km väster om huvudstaden Teheran. Āb-e Hendī ligger 2 101 meter över havet och antalet invånare är 223.
Terrängen runt Āb-e Hendī är kuperad åt nordost, men åt sydväst är den platt. Runt Āb-e Hendī är det ganska tätbefolkat, med 104 invånare per kvadratkilometer. Närmaste större samhälle är Konjīneh, 19,2 km väster om Āb-e Hendī. Trakten runt Āb-e Hendī består i huvudsak av gräsmarker.